# ドレル・ライト
ドレル・ライト (Dorell Lawrence Wright 1985年12月2日 - )は、アメリカ合衆国カリフォルニア州ロサンゼルス出身のプロバスケットボール選手。高卒選手の一人。

## 来歴
ロサンゼルス近郊の高校からコネチカット州のサウスケント高校に転校し、全米クラスの選手として名を馳せたライトは、当初はデポール大学に進学する予定だったが、2004年のNBAドラフトにエントリーを表明。マイアミ・ヒートから19位で指名された。

しかしNBA入り後は、膝の怪我などに苦しみ、伸び悩んだ。因みに2005-06シーズンはNBAチャンピオンを経験したものの、プレーオフでの出場機会はなかった。

2010年7月、ゴールデンステート・ウォリアーズと3年契約を結び、2010-11シーズンは自身初の全82試合フル出場を果たし、平均16.4得点を記録。MIP候補にも挙げられた。

2012年7月11日、三角トレードでフィラデルフィア・76ersに移籍。

2013年7月10日、ポートランド・トレイルブレイザーズと2年契約を結んだ。

2015年8月16日、CBAの重慶ソアリングドラゴンズと契約した。
2016年4月11日、古巣のマイアミ・ヒートと契約した。

## 人物
弟のデロン・ライト もユタ大学で活躍したバスケットボール選手で、2015年度のボブ・クージー賞に選出され、2015年のNBAドラフトでは20位で指名を受けた。